# Mariko Okubo
Mariko Okubo (大久保 麻梨子 Ōkubo Mariko?, nascută 7 septembrie 1984) este un model japonez și actriță cu seidul în Taiwan.

## Biografie
Okubo a fost nascută în Prefectura Nagasaki, Japonia, pe 7 septembrie 1984.

## Carieră
Okubo a debutat ca un gravure idol în 2003. Ea a început mai târziu o carieră în actorie, și se deplasează în 2011 în Taiwan.
În 2013, ea a câștigat Golden Bell Awards pentru cea mai bună actriță în rol secundar în Taiwan.

## Filmografie

### Filme
- SS (2008)[citation needed]

### Televiziune
- Toritsu Mizusho! (2006, NTV), Naomi[4]
- Juken Sentai Gekiranger (2007, TV Asahi)[citation needed]
- GodHand Teru (2009, TBS), Kaori Hasegawa[5]
- Orthros no Inu (2009, TBS)[citation needed]
- Substitute for Love (2012, PTS)[citation needed]
- Shia Wa Se (2015, TTV)[citation needed]